# Campionati mondiali di pentathlon moderno 1993
I campionati mondiali di pentathlon moderno 1993 si sono svolti a Darmstadt, in Germania, dove si sono disputate le gare maschili e femminili, individuali ed a squadre.

## Risultati

### Maschili
| Evento              | Oro                                                     | Argento                                                     | Bronzo                                                      |
| Individuale         | Richard Phelps                                          | László Fábián                                               | Sébastien Deleigne                                          |
| Staffetta a squadre | Ungheria László Fábián Attila Kálnoki Kis Attila Mizsér | Francia Frédéric Clercq Olivier Clergeau Sébastien Deleigne | Italia Alessandro Conforto Roberto Bomprezzi Cesare Toraldo |

### Femminili
| Evento              | Oro                                                           | Argento                                                    | Bronzo                                        |
| Individuale         | Eva Fjellerup                                                 | Iwona Kowalewska                                           | Dorota Idzi                                   |
| Staffetta a squadre | Russia Tat'jana Černeckaja Yelizaveta Suvorova Irina Krasnova | Italia Bаrbara Boccolari Cristina Minelli Emanuela Gabella | Ungheria Iréne Kovács Gleb Pécsi Andrea Tulok |

## Medagliere
| Posizione | Paese         |   |   |   | Totale |
| --------- | ------------- | - | - | - | ------ |
| 1         | Ungheria      | 1 | 1 | 1 | 3      |
| 2         | Danimarca     | 1 | 0 | 0 | 1      |
| 2         | Gran Bretagna | 1 | 0 | 0 | 1      |
| 2         | Russia        | 1 | 0 | 0 | 1      |
| 5         | Francia       | 0 | 1 | 1 | 2      |
| 5         | Italia        | 0 | 1 | 1 | 2      |
| 5         | Polonia       | 0 | 1 | 1 | 2      |
| Totale    | Totale        | 4 | 4 | 4 | 12     |